# Selbstbauluftfahrzeug

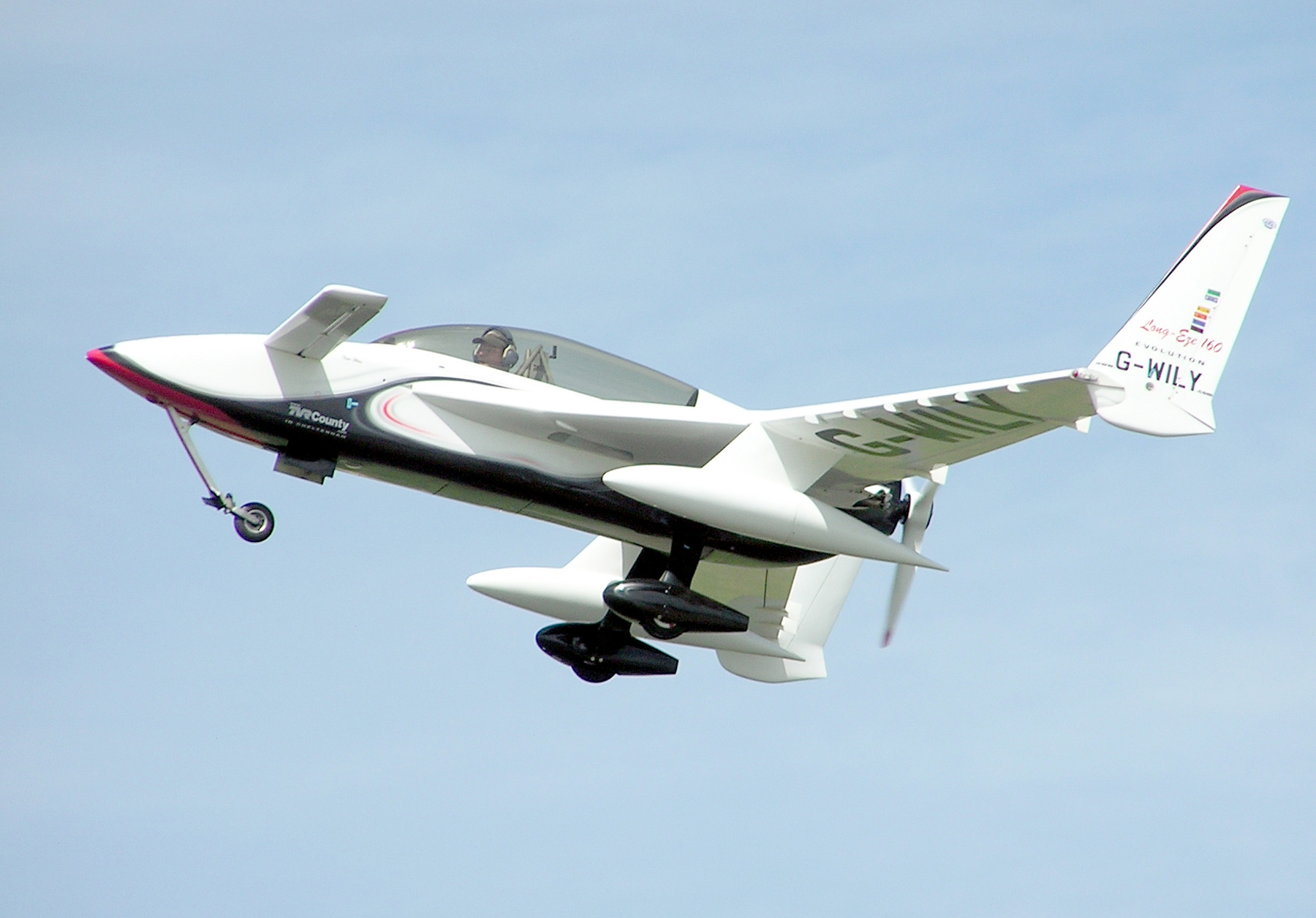
Rutan Long-EZ, britisches Kitflugzeug von 1984

Ein Selbstbauluftfahrzeug, auch Selbstbauflugzeug, Kitflugzeug oder Flugzeugbausatz ist ein Luftfahrzeug, das nachweislich zum überwiegenden Teil im nichtgewerblichen Selbstbau hergestellt wurde und der eigenen Weiterbildung beziehungsweise Freizeitbeschäftigung dient. Es kann sich dabei um eine Eigenentwicklung, einen Bau nach vorgegebenen Plänen oder einen Bausatz handeln. In Deutschland werden Kitflugzeuge durch das Luftfahrt-Bundesamt als Einzelstück zugelassen. Hierfür müssen bestimmte Vorgaben eingehalten werden. So muss das Flugzeug überwiegend, das heißt mit einem Eigenanteil an der Bauleistung von mindestens 51 %, selbst und innerhalb der Bundesrepublik Deutschland sowie ausschließlich zum Zweck der eigenen Weiterbildung und Freizeitgestaltung hergestellt worden sein. Im Ausland gebaute Kitflugzeuge sind daher in Deutschland nicht zulassungsfähig. Diese Regelung gilt sinngemäß auch in den Vereinigten Staaten, Brasilien, Australien, Neuseeland und Südafrika.

## Allgemeines
Selbstbauflugzeuge sind im Allgemeinen einfach konstruierte, ein- bis viersitzige Kleinflugzeuge. Zumeist bestehen sie aus stoffbespannten oder sperrholzbeplankten Holz- oder Metallrahmen. Zunehmend werden aber auch Glasfaserverstärkter Kunststoff und andere Verbundmaterialien sowie Konstruktionen aus Aluminium gebräuchlich, die bereits zur Zeit des Ersten Weltkriegs von Hugo Junkers erforscht wurden. Die Triebwerke sind meistens die gleichen oder ähnlich zu solchen, die in herkömmlichen Flugzeugen eingesetzt werden. Dazu gehören beispielsweise Motoren von Lycoming, Continental und Rotax. Ein kleiner Teil der Selbstbauflugzeuge verwendet modifizierte Kraftfahrzeugmotoren. Hier sind Motoren wie luftgekühlte Vierzylinder von Volkswagen, wassergekühlte Motoren von Subaru, Wankelmotoren von Mazda und die Sechszylinder aus dem Chevrolet Corvair beliebt. Die Verwendung von Automotoren reduziert zwar die Kosten, jedoch ziehen viele Selbstbauer Flugzeugmotoren vor, da sie als leistungsfähiger und zuverlässiger gelten. Des Weiteren wurden auch schon Kettensägen- und Motorradmotoren für Kitflugzeuge verwendet.

## Geschichte

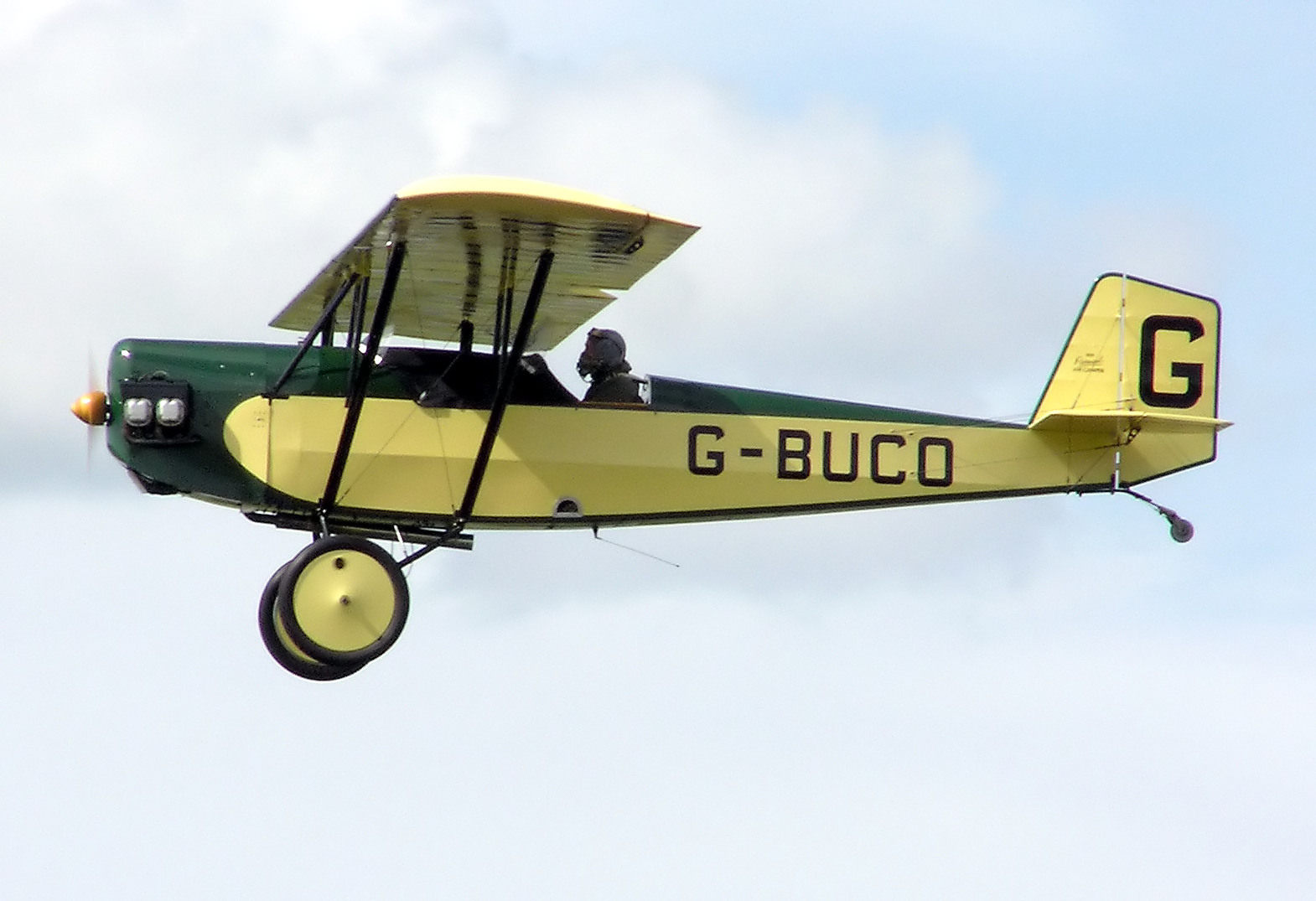
Pietenpol Air Camper

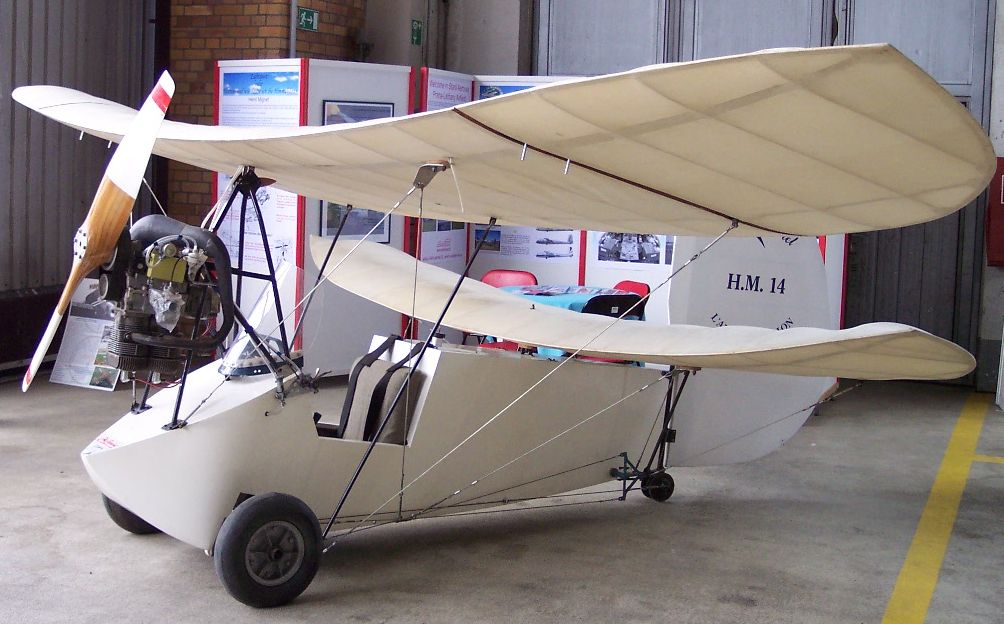
Mignet Pou-du-Ciel HM-8

Die Geschichte der Selbstbauluftfahrzeuge reicht zurück bis in die Anfänge der Luftfahrt. Die Gebrüder Wright, Clément Ader und ihre Nachfolger trieben zwar kommerzielle Interessen an, dennoch wurden die ersten Flugzeuge von leidenschaftlichen Enthusiasten gebaut, die vom Fliegen träumten.

### Frühe Jahre
In den Vereinigten Staaten verschaffte die Industrialisierung, die mit dem Ersten Weltkrieg einherging, der Luftfahrt einen kräftigen Schub. Da die Hersteller in der Nachkriegszeit neue Märkte erschließen mussten, begannen sie, Reiseflugzeuge zu entwickeln. Diese konnte sich allerdings nur sehr Reiche leisten.
Viele Flugzeuge, die ab den 1920er Jahren entwickelt wurden, wurden von der Civil Aeronautics Authority, einem Vorgänger der Federal Aviation Administration, als Einzelstücke eingestuft. 1928 veröffentlichte Henri Mignet die Pläne für seine HM-8 und Bernard Pietenpol für seinen Air Camper. Pietenpol gründete später eine Fabrik und begann 1933 damit, vorgefertigte Flugzeugbausätze zu verkaufen.
1936 wurde in Frankreich eine Vereinigung von Flugzeugselbstbauern gegründet. Nachdem immer mehr selbstgebaute Flugzeuge entstanden, wurde 1938 eine Gesetzesänderung verabschiedet, die das Certificat de navigabilité restreint d'aéronef ‚Zertifizierung für den eingeschränkten Betrieb von Luftfahrzeugen‘, einführte. 1946 wurde die Ultralight Aircraft Association, der Vorläufer der Light Aircraft Association, im Vereinigten Königreich gegründet. 1953 folgten die Experimental Aircraft Association in den Vereinigten Staaten und die Sport Aircraft Association in Australien.
In Deutschland hingegen war der Selbstbau von Flugzeugen in den Anfängen wiederholt großen Schwierigkeiten ausgesetzt. Durch die Flugverbote nach dem Ersten und Zweiten Weltkriegs wurden solche Aktivitäten immer wieder ausgebremst und in der ehemaligen DDR reichten diese Schwierigkeiten bis ans Ende der 1980er Jahre.
In den 1930er Jahren begann der Selbstbau von Flugzeugen auf der Wasserkuppe. Vor allem der Bau von Segelflugzeugen wurde gefördert, aber auch der Bau der ersten Motorflugzeuge fand hier statt. Oskar Ursinus veröffentlichte in dieser Zeit erstmals Pläne, nach denen es möglich war, ein Flugzeug selbst zu bauen. Während des Zweiten Weltkriegs und in der Zeit der Besatzung durch die Alliierten war der Selbstbau praktisch unmöglich und nach der Lockerung der Luftfahrtbeschränkungen 1955 dauerte es noch dreizehn Jahre bis am 9. März 1968 die Oskar Ursinus Vereinigung zur Förderung des Eigenbaus von Flugzeugen gegründet wurde. Aber auch nach deren Gründung kam der Selbstbau von Flugzeugen in Deutschland nicht in Schwung. In den ersten Jahren gestatteten die Behörden nur den Bau von Neuentwicklungen. Entwicklungen aus kommerziellem Interesse wie beispielsweise der Verkauf von Bauplänen waren nicht gestattet. Erst nachdem diese Regelung aufgehoben wurde und nur noch vorgeschrieben war, dass mehr als fünfzig Prozent des Projekts vom Selbstbauer ausgeführt werden mussten, nahm der Selbstbau in Deutschland Fahrt auf. Die Möglichkeit, ein Flugzeug mittels eines Bausatzes bauen zu können, trieb die Zahl der Selbstbauprojekte in die Höhe. Dieser Boom erreichte seinen vorläufigen Höhepunkt Ende der 1990er Jahre.

### Technische Entwicklung
Bis in die späten 1950er Jahre wurden Selbstbauflugzeuge meistens aus Holz oder Metall mit Stoffbespannung hergestellt. Da Selbstbauflugzeuge aber nicht den gleichen Einschränkungen wie die Flugzeugindustrie unterlagen, wurden in diesem Bereich innovative Konstruktionen und Konstruktionstechniken entwickelt. Burt Rutan führte das Canard-Design in den Bereich der Kitflugzeuge ein und leistete Pionierarbeit in der Verarbeitung von Verbundmaterialien. Im Selbstbaubereich wurden seit den 1970er Jahren sogar einige Jets wie die Bede BD-5 entwickelt.

## Baumaterialien
Prinzipiell kann ein Kitflugzeug aus jedem Material, das leicht und stabil genug zum Fliegen ist, gebaut werden. Verschiedene gängige Materialien werden im Folgenden beschrieben.

### Holz und Textil

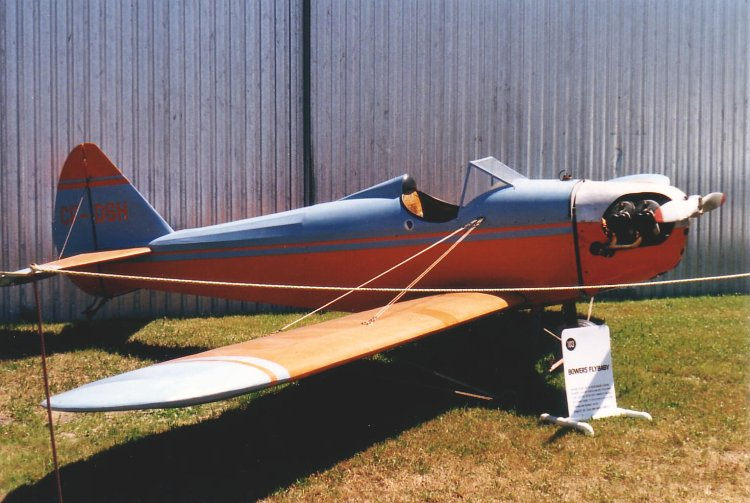
Bowers Fly Baby, typisches Beispiel für eine Konstruktion aus Holz mit Stoffbespannung

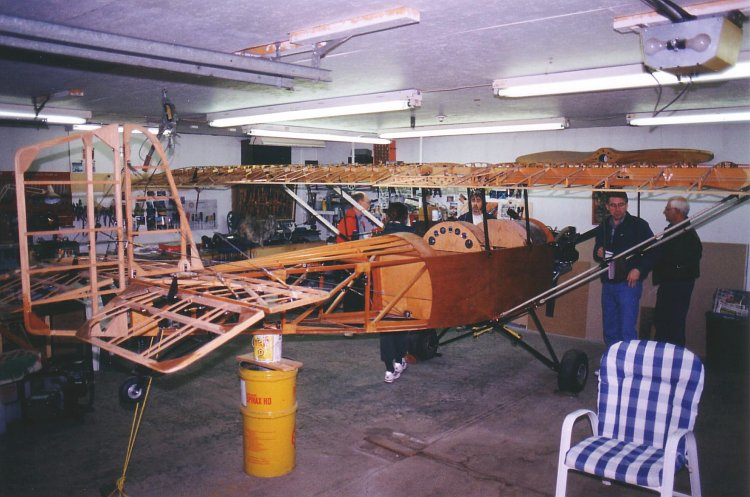
Rahmen eines Pietenpol Air Campers

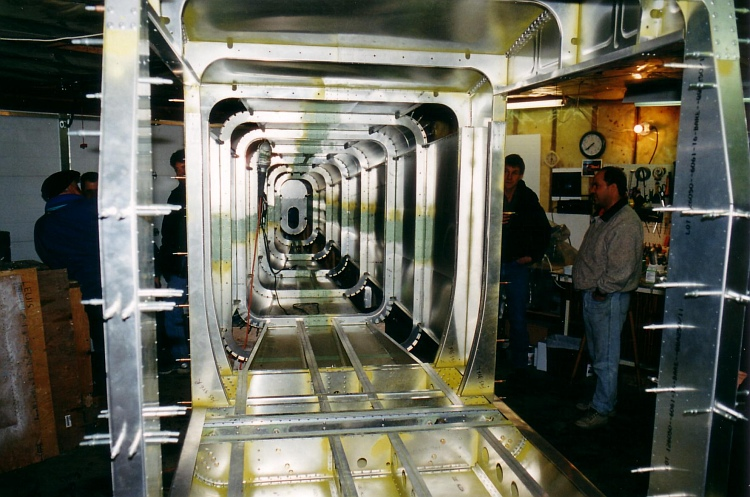
Metallrumpf einer Murphy Moose

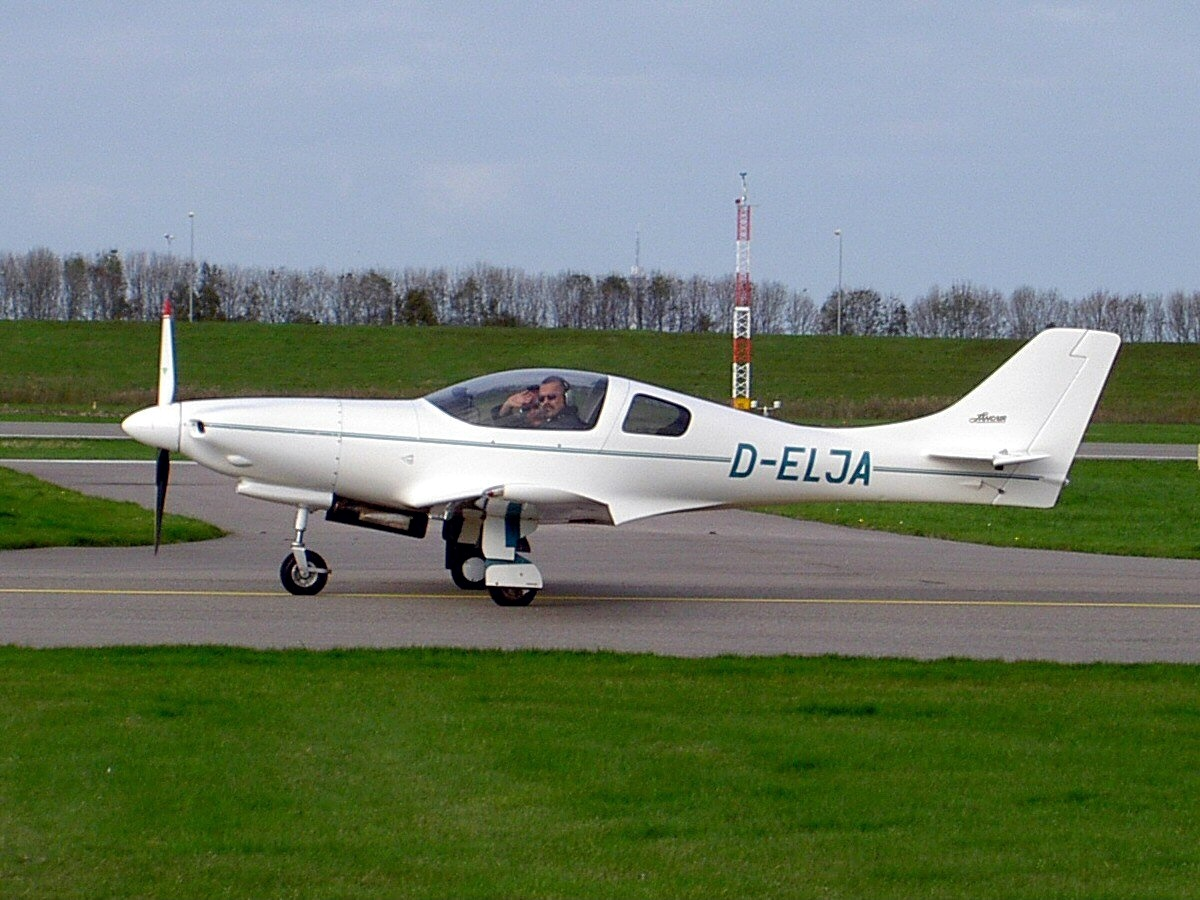
Lancair 235 aus GFK

Holz und Stoff sind die ältesten und damit auch die gängigsten Materialien, die im Flugzeugbau verwendet wurden. Daher gibt es für diese Art von Baumaterialien die meisten Spezialisten.
Am meisten wird Fichtenholz verwendet, da es ein äußerst gutes Verhältnis zwischen Festigkeit und Gewicht besitzt. Bauteile aus Holz werden mittels Klebstoffen – meist Epoxidharz – zusammengefügt. Im Gegensatz zu Holzkonstruktionen in anderen Bereichen, werden praktisch alle Holzverbindungen im Flugzeugbau als einfache Stoßverbindungen mit einer Sperrholzverstärkung ausgeführt. Die Verbindungen werden so ausgelegt, dass sie stärker sind als die durch sie verbundenen Teile. Das fertige Holzgerüst wird mit textilem Gewebe – meist Polyester – bespannt. Die Vorteile dieser Art der Konstruktion liegen in der Verwendung einfacher Werkzeuge und Ausrüstung wie Sägen, Hobel, Feilen, Sandpapier und Schraubzwingen.
Beispiele von Selbstbauflugzeugen aus Holz und Textil sind
- Pietenpol Air Camper, gebaut seit den 1920er Jahren
- Bowers Fly Baby, ein seit den 1960er Jahren beliebter Tiefdecker
- Ison miniMAX

### Holz und Verbundwerkstoffe
Eine neuere Methode ist die Verwendung von Holz in Kombination mit Verbundwerkstoffen. Dabei besteht das Grundgerüst weiterhin aus Holz, das jedoch mit Schaum (zum Beispiel um den Widerstand gegen Knicken von lasttragenden Sperrholzverkleidungen zu erhöhen) und anderen synthetischen Materialien wie GFK oder CFK (um den Elastizitätsmodul von lasttragenden Teilen zu erhöhen) kombiniert wird.
Beispiele dieser Methode sind
- Junqua Ibis, ein Flugzeugprojekt von Roger Junqua
- Rand Robison KR 1 von Ken Rand
- PIK-26 von Kai Mellen

### Metall
Beim Bau von Kitflugzeugen aus Metall werden ähnliche Methoden und Techniken wie beim Bau von herkömmlichen, industriell gefertigten Flugzeugen verwendet. Der Bau ist meist anspruchsvoller, weil Techniken für das Schneiden und Formen sowie das Nieten von Metall nötig sind, wenn lediglich mit Hilfe von Plänen gebaut werden soll. Es werden jedoch auch sogenannte Schnellbausätze angeboten, die bereits zugeschnittene, geformte und vorgebohrte Teile enthalten, so dass lediglich noch Feinschliff und Zusammenbau nötig sind. Solche Schnellbausätze werden auch mit anderen Materialien – insbesondere Verbundwerkstoffen – angeboten. Es gibt drei Hauptarten von Metallkonstruktionen: Aluminiumbleche, Aluminiumrohre und geschweißte Stahlrohre. Die Konstruktionen aus Rohren werden wie die Holzkonstruktionen mit geeignetem Gewebe bespannt.
Beispiele von Kitflugzeugen aus Metall sind
- Murphy Moose, Rebel, Super Rebel und Maverick der Firma Murphy Aircraft.
- Van’s RV-4, RV-8, RV-10 und weitere Modelle der Firma Van’s Aircraft
- Zenith CH601 Zodiac und Zenith STOL CH701 von Chris Heintz

### Verbundwerkstoffe
Konstruktionen aus Verbundwerkstoffen bestehen meistens aus einem hochfesten Gewebe aus Glasfasern oder Kohlenstofffasern – seltener auch Kevlar – in Verbindung mit einem Kunststoff. Bei dem Kunststoff handelt es sich meist um Epoxid-, gelegentlich auch um Vinylesterharz. Das Gewebe wird dafür mit dem flüssigen Kunststoff getränkt. Nach dem Aushärten behält das fertige Teil seine vorgegebene Form und erhält die Festigkeit des Gewebes.
Die zwei Haupttypen von Flugzeugen aus Verbundwerkstoffen sind zum einen Flugzeuge aus Kunststoffformteilen, bei denen die Tragflächen und der Rumpf durch Abformen hergestellt werden, und zum anderen Flugzeuge, deren Teile aus Schaumblöcken herausgeschnitten und dann mit GFK oder CFK überzogen werden.
Die größten Vorteile dieser Bauweise sind glatte Oberflächen ohne den Widerstand von Nieten, die Kombination von Biegungen und die Möglichkeit, den Werkstoff optimal zu formen. Nachteile sind die Notwendigkeit, mit Chemikalien arbeiten zu müssen sowie die niedrige Belastbarkeit der Werkstoffe quer zur Faserrichtung. Verbundwerkstoffe besitzen eine sehr hohe Festigkeit im Verhältnis zu ihrem Gewicht. Im Gegensatz zu Metallen sind sie aber nicht in alle Richtungen gleich belastbar.
Beispiele von Kitflugzeugen aus Verbundwerkstoffen sind
- Canard-Konstruktionen wie die VariEze und die Long EZ von Burt Rutan
- Cirrus VK-30 von Jeff Viken und den Klapmeier-Brüdern
- Die Europa XS Familie britischer Zweisitzer von Ivan Shaw

## Sicherheit

Unfallrate in der Allgemeinen Luftfahrt in den Vereinigten Staaten 2003

Die Sicherheitsbilanz von Kitflugzeugen ist schlechter als die herkömmlich gebauter Flugzeuge der Allgemeinen Luftfahrt. Im Jahr 2003 wurden in den Vereinigten Staaten 21,6 Unfälle je 100.000 Flugstunden verzeichnet. Die Unfallrate in der Allgemeinen Luftfahrt insgesamt lag im gleichen Zeitraum bei 6,75 Unfällen je 100.000 Flugstunden.
Die Federal Aviation Administration ist schon seit langem besorgt über die Unfallrate bei Selbstbauflugzeugen in den Vereinigten Staaten. Auf der Sun ’n Fun im Jahr 2010 sagte der Leiter der FAA Randy Babbitt, dass Kitflugzeuge 10 Prozent der Allgemeinen Luftfahrt, aber 27 Prozent aller Unfälle ausmachen würden. Es sei nicht die Schuld der Selbstbauer solcher Flugzeuge, sondern die der Zweitbesitzer. Man benötige verbesserte Unterschiedsschulungen.
Eine Studie des National Transportation Safety Board aus dem Jahr 2012 ergab, dass Selbstbauflugzeuge eine drei- bis viermal höhere Unfallrate als der Rest aller Luftfahrzeuge der Allgemeinen Luftfahrt haben. Fast zehn Prozent der Unfälle passieren während des Jungfernfluges und neun Prozent während des Erstfluges eines neuen Besitzers. Des Weiteren ergab die Studie, dass bei Kitflugzeugen Unfälle aufgrund eines Triebwerksausfalls und durch den Verlust der Kontrolle über das Flugzeug während des Fluges weit häufiger auftreten als bei Flügen von kommerziell gefertigten Flugzeugen.
In den meisten Ländern verlangen die gesetzlichen Regelungen, dass Kitflugzeuge speziell gekennzeichnet werden. Beispielsweise muss im Vereinigten Königreich der Satz “Occupant Warning – This aircraft […] is amateur built” sichtbar im Flugzeug angebracht werden. Des Weiteren sind meistens weitere Testflüge vorgeschrieben, bevor Passagiere befördert werden dürfen.
In Deutschland ist auch der Betrieb selbst eingeschränkt. So darf mit Selbstbauflugzeugen – außer bei Start und Landung – nicht über Menschenmassen und über Großstädte geflogen werden, so dass bei Störungen immer freies Gelände erreichbar ist. Kitflugzeuge dürfen nur bei Tag und auf Sicht betrieben werden. Nachtflüge und IFR sind nicht erlaubt. In den Luftraum anderer Länder darf ein Selbstbauflugzeug nur einfliegen, wenn eine entsprechende Erlaubnis des jeweiligen Staates vorliegt. In Europa existieren grundsätzliche Einfluggenehmigungen für Kitflugzeuge in den Ländern Österreich, Italien, Schweden und in der Schweiz.